# Pearl Tower
Pearl Tower es un rascacielos residencial de 70 pisos y 242 metros de altura ubicado frente al mar, en la Avenida Paseo del Mar, Costa del Este, Panamá.
Actualmente este edificio es uno de los más altos de la ciudad, es el tercer edificio más alto de costa del este. Es un edificio que tiene una forma elíptica.
Comenzó construcción en junio de 2007 y en 2009 alcanzó su máxima altura. Es uno de los rascacielos más altos del sector de Costa del Este